# Provincies van China
Het land China is onderverdeeld in de volgende eenheden: 
- 4 stadsprovincies (市 shi in het Mandarijn)
- 23 provincies (省 sheng in het Mandarijn)
- 5 autonome regio's (自治区 zizhiqu in het Mandarijn)
- 2 Speciale Bestuurlijke Regio's (SAR; 特别行政区 tebie xingzhengqu in het Mandarijn)

Bij het vertalen van deze namen is gebruikgemaakt van de Nederlandse naam of, als er geen gevestigde Nederlandse naam voorhanden is, het Hanyu pinyin-systeem zonder de tonen.

## Vierstadsprovincies
- Peking
- Shanghai
- Tianjin
- Chongqing

## Provincies (sheng) met provinciehoofdsteden volgenspinyin
| - Anhui - Hefei - Fujian - Fuzhou - Gansu - Lanzhou - Guangdong - Guangzhou - Guizhou - Guiyang - Hainan - Haikou - Hebei - Shijiazhuang - Heilongjiang - Harbin - Henan - Zhengzhou - Hubei - Wuhan - Hunan - Changsha - Jiangsu - Nanjing - Jiangxi - Nanchang - Jilin - Changchun - Liaoning - Shenyang - Qinghai - Xining - Shaanxi - Xi'an - Shandong - Jinan - Shanxi - Taiyuan - Sichuan - Chengdu - (Taiwan - Taibei) - Yunnan - Kunming - Zhejiang - Hangzhou |

## Autonome regio's (zizhiqu) met hoofdsteden
Deze regio's worden gekenmerkt door het feit dat behalve de Han-Chinezen er een op zijn minst belangrijke erkende minderheid is. In Xinjiang vormen de Oeigoeren een relatieve meerderheid (45%) en in Tibet vormen de Tibetanen een duidelijke meerderheid (ruim 90%).
- Binnen-Mongolië (ook Neimenggu, Nei Mongol) - Hohhot
- Guangxi (Guangxi Zhuang Autonome Regio) - Nanning
- Ningxia - Yinchuan
- Xinjiang - Ürümqi
- Tibet (ook Xizang) - Lhasa

## Speciale Bestuurlijke Regio's (SAR, tebie xingzhengqu)
- Hongkong (Xianggang)
- Macau (Aomen)

## Aantal inwoners per provincie

Aantal inwoners per provincie in miljoenen

De Chinese 2010 Census toonde grote groei aan in de provincies Guangdong, Shanghai, Peking, Zhejiang, Shaanxi, Fujian en de autonome regio Xinjiang.
De cijfers van de 2010 census bevatten nog geen nieuwe gegevens voor Hongkong, Macau en Taiwan.
(transcriptie in pinyin bij de meeste provincies)
1. Guangdong 广东 – 104.303.250 (7,79%)
2. Shandong 山东 – 95.793.563 (7,15%)
3. Henan 河南 – 94.023.567 (7,02%)
4. Sichuan 四川 – 80.418.200 (6,00%)
5. Jiangsu 江苏 – 78.659.903 (5,87%)
6. Hebei 河北 – 71.854.202 (5,36%)
7. Hunan 湖南 – 65.683.722 (4,90%)
8. Anhui 安徽 – 59.500.510 (4,44%)
9. Hubei 湖北 – 57.237.740 (4,27%)
10. Zhejiang 浙江 – 54.426.891 (4,06%)
11. Guangxi 广西 – 46.027.785 (3,44%)
12. Yunnan 云南 – 45.966.239 (3,43%)
13. Jiangxi 江西 – 44.567.475 (3,33%)
14. Liaoning 辽宁 – 43.746.323 (3,27%)
15. Heilongjiang 黑龙江 – 38.312.224 (2,86%)
16. Shaanxi 陕西 – 37.327.378 (2,79%)
17. Guizhou 贵州 – 34.749.468 (2,59%)
18. Fujian 福建 – 36.894.216 (2,75%)
19. Shanxi 山西 – 35.712.111 (2,67%)
20. Chongqing 重庆 – 28.846.170 (2,15%)
21. Jilin 吉林 – 27.462.297 (2,05%)
22. Gansu 甘肃 – 25.575.254 (1,91%)
23. Binnen-Mongolië 内蒙古 – 24.706.321 (1,84%)
24. Shanghai 上海 – 23.019.148 (1,72%)
25. Taiwan 台灣–22.341.120(1,71%)[1]
26. Xinjiang 新疆 – 21.813.334 (1,63%)
27. Peking 北京 – 19.612.368 (1,46%)
28. Tianjin 天津 – 12.938.224 (0,97%)
29. Hainan 海南 – 8.671.518 (0,65%)
30. Hongkong 香港 – 7.303.334(0,572%)
31. Ningxia 宁夏 – 6.301.350 (0,47%)
32. Qinghai 青海 – 5.626.722 (0,42%)
33. Tibet 西藏 – 3.002.166 (0,22%)
34. Macau 澳门 – 461.833(0,035%)

## Republiek China
De Republiek China (niet te verwarren met de Volksrepubliek China) claimt tevens zeggenschap over het gehele gebied, maar hanteert een afwijkende indeling van het land. Zie hiervoor: Deelgebieden van de Republiek China.